# Campo de La Antoniana
La Antoniana es un campo de fútbol de Palma de Mallorca (Islas Baleares, España). Es un campo de césped artificial y su aforo es de unos 300 espectadores. Allí juega sus partidos la SCD Independiente (Campo Redó), equipo de categoría regional de Mallorca.
Está situado en la calle Uruguay (lado montaña), en el cruce con la calle General Riera (antigua carretera de Establiments y al lado del velódromo Palma Arena. Se encuentra en el barrio de homónimo de Palma. Actualmente es el campo de fútbol más antiguo de Palma de Mallorca.

## Historia
En 1935 la sociedad católica palmesana Juventud Antoniana decidió construir un terreno de juego propio para su sección de fútbol, existente desde 1917. Fue inaugurado el Día de Año Nuevo de 1935 con un partido entre los propietarios y el Athletic FC, siendo ganado por los locales (4-2). Fue su sede hasta la desaparición de la sección de fútbol y posteriormente alojó a otros clubes hasta la fundación en 1967 de su inquilino actual, la SCD Independiente (Camp Redó).
Debido a su pertenencia a la Universidad de las Islas Baleares, el terreno fue excluido del plan de mejora de los campos de titularidad municipal de Palma llevado a cabo desde 2003. A causa de ello su mal estado fue en aumento y se convirtió en el único campo de tierra de la ciudad, a pesar de las promesas políticas y las protestas vecinales.
Después de años de espera, durante el mes de mayo de 2017 se llevaron a cabo las obras de reforma para la instalación de césped artificial. El 19 de junio del mismo año se inauguraron las nuevas instalaciones.